# Endotermická reakce

Fotosyntéza – endotermická reakce důležitá pro všechny živočichy na Zemi.

Endotermická (endotermní) reakce (z řeckého ἔξω endo „dovnitř“ a θερμός thermós „teplý, horký, vyhřívaný“) je chemická reakce, při níž se energie spotřebovává, obvykle ve formě tepla. Produkty reakce proto mají vyšší chemickou energii než reaktanty, které do reakce vstoupily.
Množství spotřebovaného tepla za standardních podmínek se nazývá entalpie a produkty endotermické reakce mají vyšší entalpii než výchozí látky. Entalpie ΔH endotermické reakce je proto kladná.
Nejdůležitější endotermickou reakcí na Zemi je fotosyntéza probíhající v rostlinách, která využívá sluneční energii. Dalšími příklady endotermických reakcí je pálení vápence ve vápenkách nebo výroba železa ve vysokých pecích. Důležitou průmyslovou endotermickou reakcí je pyrolýza,  tepelný rozklad látek při zvýšených teplotách v inertní atmosféře. Pyrolýza se nejčastěji používá při zpracování organických materiálů.
Opakem endotermické reakce je exotermická reakce, při které je teplo během chemických reakcí uvolňováno, například hoření nebo výbuch. Nejčastěji platí, že při vzniku chemické vazby dochází k uvolňování tepla (exotermická reakce) a pro rozbití chemické vazby je třeba teplo dodat (endotermická reakce).

## Graf

Graf endotermické reakce

Zjednodušený graf endotermické reakce ukazuje, že energie reaktantů (oranžová přímka s hodnotou H=0) je nižší než energie produktů (modrá čárkovaná přímka s hodnotou ΔRH > 0).
Ukazuje také, že většinou reakce neproběhne samovolně, ale pro uvolnění vazeb reaktantů je třeba dodat aktivační energii (červená úsečka s hodnotou ΔIH > 0). Aktivační energie je minimální energie, kterou musí mít částice reagujících látek, aby při jejich srážce mohlo dojít k chemické reakci. Zjednodušeně je to energie potřebná k zahájení chemické reakce.
U endotermických reakcí má aktivační energie vysokou hodnotu, neboť je třeba dodat hodně energie, aby reakce proběhla. U exotermických reakcí má aktivační energie nízkou hodnotu, neboť stačí málo energie k tomu, aby reakce začala sama probíhat.

## Entalpie
Teplo, které se spotřebuje při endotermické reakci, se nazývá reakční teplo. Abychom mohli navzájem porovnávat reakční tepla jednotlivých reakcí, je třeba zavést stejné podmínky pro všechny reakce. Proto byl zaveden standardní stav - teplota 298,15  K (25 °C) a tlak 101325 Pa (1 atmosféra). Je to stav při běžných podmínkách, ve kterém je daná látka nejstálejší.
Reakční teplo za standardních podmínek se rovná standardní reakční entalpii H s jednotkou kJ.mol−1. Pro endotermické děje je hodnota ΔH kladná  (ΔH > 0), protože systém získal z okolí energii a je ní bohatší.

## Příklady
Nejdůležitější endotermickou reakci je fotosyntéza, kdy za dodání sluneční energie z oxidu uhličitého CO2 a vody H2O vzniká fruktóza C6H12O6 a kyslík O2:
6 CO2 + 6 H2O → C6H12O6 + 6 CO2    ΔH = + 2870 kJ.mol−1
Vznik oxidu uhelnatého CO z oxidu uhličitého CO2 je také endotermická reakce:
CO2(g) + C(s) → 2 CO(g)                             ΔH = + 173,6 kJ.mol−1
Další příkladem je rozklad uhličitanu vápenatého CaCO3 (vápenec) za vzniku oxidu vápenatého CaO a oxidu uhličitého CO2. Popsaný proces probíhá ve vápenkách a bývá označován jako pálení vápna:
CaCO3 (s) → CaO (s) + CO2 (g)                  ΔH > 0
Pyrolýza je průmyslově využívaná endotermická reakce. Jedná se o tepelný rozklad materiálů (nejčastěji organických) při zvýšených teplotách v inertní atmosféře. Obecně platí, že pyrolýza organických látek produkuje těkavé produkty a pevný zbytek bohatý na uhlík. Tento proces se používá k výrobě ethylenu, mnoha forem uhlíku a dalších chemikálií ze zemního plynu, ropy, uhlí a dřeva.